# Françoise Mbango Etone
Françoise Mbango Etone, född den 14 april 1976 i Yaoundé är en friidrottare från Kamerun som tävlar i tresteg. 
Etone första mästerskap var VM 1999 i Sevilla där hon inte gick vidare till finalen. Hon deltog även vid Olympiska sommarspelen 2000 i Sydney där hon blev tia. Hennes första mästerskapsmedalj kom vid VM 2001 i Edmonton där hon slutade tvåa efter Tatjana Lebedeva. 2002 blev hon dels tvåa i samväldesspelen och dels vann hon guld vid Afrikanska mästerskapen. VM 2003 blev hon pånytt tvåa, denna gången hoppade hon för första gången över 15 meter (15,05) men fick se sig besegrad av Lebedeva. 
Vid Olympiska sommarspelen 2004 i Aten slog Etone till med ett nytt personligt rekord i finalen på 15,30. Hoppet räckte till olympiskt guld, fem centimeter längre än vad hemmahopparen Hrysopiyi Devetzi klarade av. Lebedeva, som tidigare under OS vunnit guld i längdhopp, slutade på tredje plats. 
I början av 2008 vann Etone guld vid afrikanska mästerskapen.
I Peking-OS 2008 försvarade Etone guldet från Aten efter att ha hoppat ett jättelikt hopp på 15,39 meter med detta hopp slog hon det olympiska rekordet med 6 centimeter, 11 centimeter från världsrekordet.